# 中部地方の住宅団地の一覧
中部地方の住宅団地の一覧
中部地方に建設した住宅団地の一覧で、工業団地は日本の工業団地一覧を参照。ニュータウンは、詳しくは日本のニュータウン#中部地方を参照。

## 新潟県

### 公団（現UR）住宅
- 新潟南団地（新潟市）
- 教育大南ハイツ団地（新潟県上越市）
- 長岡団地

### 新潟県住宅供給公社
- ウッドタウン八色（南魚沼市）
- 大渕天神団地（新潟市江南区大淵地内)

### 公営団地
- 石山団地 (新潟市東区) 1990年代
- 平和台団地 (新潟市西区)
- 中浜団地（新潟市西区）
- 住宅地パレットタウン西新潟
- 新天野団地（曽野木村 - 現新潟市江南区）
- 春日山団地
- 県営西神田住宅
- 千歳団地公営住宅
- 公営住宅（長岡地区）稽古町団地
- 上除団地
- 曽野木団地
- 姫川団地
- 上見附はなみずき団地
- 高塚団地
- 上中子団地（湯沢町）
- 福対協平和台団地（内野西が丘駅周辺）
- 高柳団地*石塚団地
- 如法寺団地（三条市）
- 京王団地
- 川口（長岡市） ... 県営あかさか団地; 県営よしとみ団地; 県営あけぼの団地; 町営しみず団地; 町営おおしま団地
- グリーン団地

## 石川県

### 石川県住宅供給公社
- 新神田都市再生機構賃貸住宅
- ライブ1かなざわ都市再生機構賃貸住宅

### 公営団地
- 新神田団地、五井建築設計研究所、1980年
- 吉野谷村営木滑住宅団地、水野一郎＋金沢計画研究所、石川県、1992年
- 石川県諸江団地、石川県・現代計画研究所、石川県、1980年
- 金沢市平和町団地
- 村井団地（白山市）
- 小松市軽海団地
- 明光団地
- 森島団地
- 日向団地
- 加賀市山代温泉丸山団地
- 田上団地（旧・浅川村）
- 木越団地 (川北村 (石川県))
- ふじが丘団地 (河内村 (石川県)福岡 1984年
- 金沢市北部の木越団地
- 金沢市瑞樹団地
- 光が丘団地
- 下成団地
- 白望台団地
- 県営菅原団地
- 村井団地
- 畝田団地
- 井上の庄団地
- 大鳥浜団地
- 清金団地
- みずき団地

## 福井県

### 公営団地
- 新田塚団地（福井市営） 現代計画研究所、地域住宅、1995年
- 森田東団地（福井市営）
- 上野団地（福井市営）
- 東安居団地（福井市営）
- 御幸団地（福井市営）
- 加茂河原団地（福井市営）
- 福団地（福井市営）
- 社団地（福井市営）
- 渕団地（福井市営）
- 江端団地（福井市営）
- 福シルバー団地（福井市営）
- 住宅団地「グリーンハイツ」（清水グリーンハイツ, 福井市, 県営団地）
- 敦賀市疋田分譲住宅団地
- 町屋団地（福井市, 県営団地）
- 幾久団地（福井市, 県営団地）
- 社団地（福井市, 県営団地）
- 上野団地（福井市, 県営団地）
- 杉の木台団地（福井市, 県営団地）
- 大安寺団地（福井市, 県営団地）
- 下荒井団地（福井市, 県営団地）
- 霞ヶ丘団地（坂井市, 県営団地）
- 御幸タウン（鯖江市, 県営団地）
- 北日野団地（越前市, 県営団地）

### 旧福井県住宅供給公社
（2010年解散）
- 花乃杜ハイツ
- 自由ヶ丘あけぼの団地

## 山梨県

### 山梨県住宅供給公社
- 北杜市みずきタウン
- 県営住宅谷村団地
- 双葉・響が丘

### その他
- 旧白根町ホープ団地（白根農協）
- アメニティ・ヒルズ柿平（旧櫛形町・櫛形町柿平土地区画整理組合、川口不動産コンサル委託）
- 雇用促進住宅長坂宿舎（北杜市長坂町）
- 雇用促進住宅上町宿舎（甲府市上町）
- 雇用促進住宅小原東第二宿舎（山梨市小原東字南反保）
- 雇用促進住宅櫛形宿舎（南アルプス市山寺）
- 雇用促進住宅八田宿舎（南アルプス市六科御崎）
- 雇用促進住宅敷島宿舎（甲斐市中下条）
- 雇用促進住宅玉穂宿舎（中央市井之口）
- 雇用促進住宅玉穂成島宿舎（中央市成島）
- 雇用促進住宅河口湖宿舎（南都留郡富士河口湖町小立）

## 長野県

### 長野県住宅供給公社
- ゆとりの街（長野市篠ノ井布施五明）
- 大室団地（長野市松代町大室字村西）
- 綿内中央団地（長野市若穂綿内）
- 犀北第二団地（長野市大字安茂里字下洞田）
- JKタウン和田西原彩の街（松本市大字和田字柳原）
- 浦野南団地（上田市大字越戸字大田）
- 大堤団地（飯田市座光寺）
- くるみ台団地（諏訪市大字上諏訪）
- 山本団地（伊那市大字西春近字白山沢続）
- 松原団地（大町市大字常盤字松原）
- 中大塩団地G街区・S・F街区（茅野市大字中大塩）
- せせらぎ団地（千曲市大字倉科字南棄水）
- 福与スカイタウン（箕輪町大字福与字梨の木）
- 原宮団地（高山村大字中山字原宮）
- 古間駅前団地（信濃町大字富濃字南）
- 住良木団地（長野市中条住良木字川古山）
- 福井団地（飯綱町大字豊野字大原）
- たつみ原団地（安曇野市豊科高家、住宅供給公社）
- 伊勢宮団地（長野市伊勢宮一丁目、住宅供給公社）
- シニア犀北団地（長野市安茂里、住宅供給公社）
- 犀北第二団地（長野市安茂里、住宅供給公社）
- 若槻団地（長野市若槻団地、長野県営団地・長野県住宅公社）
- 若槻台団地（長野市上野二丁目、住宅供給公社）
- みどり湖駅周辺長野県住宅供給公社住宅団地（塩尻市）
- 宮沖団地（長野市宮沖、住宅供給公社）
- 若宮団地（伊那市伊那部、県営団地）
- 朝陽団地（長野市北長池、住宅供給公社）
- 砥川団地（諏訪郡下諏訪町、住宅供給公社）
- 南穂高団地（安曇野市豊科南穂高、住宅供給公社）
- 豊科団地（安曇野市豊科南穂高、住宅供給公社）
- 本郷団地（長野市三輪一丁目、住宅供給公社）
- 柳町団地（長野市三輪、住宅供給公社）

### 公営団地
- 県営及び市営柳町団地（長野市三輪五丁目）
- 市営返目団地（長野市三輪二丁目）
- 市営宇木団地（長野市三輪九丁目）
- 安茂里杏花台団地（長野市安茂里）
- 笹賀二子地区公営団地（松本市）
- 浅野駅西団地（長野市豊野町、県営団地）
- 並柳団地（松本市並柳四丁目、県営団地）
- あけぼの団地（諏訪市清水、県営団地）
- アルプス団地（安曇野市豊科高家、県営団地）
- かるま団地（大町市平、県営団地）
- さいなみ団地（長野市、県営団地）
- サンコーポましま団地（長野市、県営団地）
- ねざめ団地（木曽郡上松町松原、県営団地）
- ハイツ諏訪団地（諏訪市上諏訪、県営団地）
- ひばりケ丘団地（茅野市宮川、県営団地）
- ふじやま団地（駒ヶ根市経塚、県営団地）
- みこと川団地（長野市みこと川、県営団地）
- みすず台団地（上田市蒼久保吉田原、県営団地）
- みどりケ丘団地（安曇野市明科七貴、県営団地）
- みやま団地（上田市腰越深山沢、県営団地）
- 旭ケ丘第2団地（須坂市、県営団地）
- 旭ケ丘団地（佐久市臼田、県営団地）
- 旭ヶ丘団地（須坂市、県営団地）
- 旭団地（上伊那郡辰野町小野春宮、県営団地）
- 伊勢林団地（佐久市新子田、県営団地）
- 稲荷山団地（千曲市、県営団地）
- 園沖団地
- 塩尻N1団地（塩尻市大門、県営団地）
- 塩名田団地（佐久市塩名田、県営団地）
- 乙女平団地（東御市滋野乙女平、県営団地）
- 下郷土団地（小諸市甲、県営団地）
- 加茂団地（岡谷市加茂町、県営団地）
- 花園団地
- 角間新田団地（諏訪市角間新田、県営団地）
- 学びが丘団地（岡谷市赤羽、県営団地）
- 学海団地（上田市中野大沢、県営団地）
- 関屋団地（諏訪郡下諏訪町五官、県営団地）
- 丸山団地（小諸市菱平、県営団地）
- 丸山団地 （飯田市今宮町二丁目、県営団地）
- 蟻ケ崎団地（松本市蟻ケ崎、県営団地）
- 吉田広町団地（長野市吉田二丁目、県営団地）
- 吉野団地（安曇野市豊科、県営団地）
- 宮下団地（塩尻市大字木、県営団地）
- 金井山団地（長野市、県営団地）
- 駒沢新町第2団地（長野市徳間、県営団地）
- 駒沢新町団地（長野市上駒沢、県営団地）
- 君石団地（塩尻市片丘君石、県営団地）
- 県町団地（飯山市大字静間、県営団地）
- 見岳町団地（安曇野市豊科南穂高、県営団地）
- 古森沢団地（長野市、県営団地）
- 湖南団地（諏訪市湖南大熊、県営団地）
- 吾妻町団地（北安曇郡池田町池田、県営団地）
- 御供団地（下伊那郡阿南町北条、県営団地）
- 御厨団地（長野市川中島町御厨、県営団地）
- 向ケ丘団地（茅野市宮川向ケ丘、県営団地）
- 広丘団地（塩尻市広丘原新田、県営団地）
- 高ケ原団地（千曲市、県営団地）
- 高宮団地（松本市高宮中、県営団地）
- 高森吉田団地（下伊那郡高森町吉田、県営団地）
- 高瀬団地（北安曇郡池田町池田、県営団地）
- 黒川渡団地（木曽郡木曽町新開、県営団地）
- 黒彦団地（千曲市、県営団地）
- 犀北団地（長野市安茂里）
- 細萱団地（安曇野市豊科南穂高、県営団地）
- 細野団地（北安曇郡松川村東川原、県営団地）
- 桜ケ丘団地（諏訪市桜ケ丘、県営団地）
- 笹賀菅野地区公営団地
- 笹部団地（松本市笹部、県営団地）
- 笹部弥生団地（松本市南原、県営団地）
- 三溝団地（松本市波田南原、県営団地）
- 三尋石団地（飯田市大瀬木、県営団地）
- 篠ノ井第4団地（長野市、県営団地）
- 社団地（大町市社、県営団地）
- 若槻第2団地（長野市若槻団地、県営団地）
- 若穂団地（長野市若穂保科、県営団地）
- 寿台団地（松本市寿、大規模団地）
- 寿団地（松本市寿台五丁目、県営団地）
- 寿田町団地
- 宿岩団地（南佐久郡佐久穂町宿岩、県営団地）
- 渚ビル団地（松本市渚、県営団地）
- 小井川団地（岡谷市加茂町、県営団地）
- 小宮団地（松本市島内、県営団地）
- 小市南団地（長野市安茂里小市三丁目、県営団地）
- 小吹台団地
- 小泉団地（茅野市玉川小泉、県営団地）
- 庄ノ宮団地（長野市篠ノ井塩崎、県営団地）
- 松原団地
- 松川団地（中野市大字吉田、県営団地）
- 松川団地（北安曇郡松川村、県営団地）
- 松川団地（上高井郡小布施町、県営団地）
- 松尾団地（飯田市松尾常磐台、県営団地）
- 上の原団地（岡谷市今井、県営団地）
- 上の原団地（上伊那郡辰野町赤羽上の原、県営団地）
- 上新井団地（下伊那郡松川町元大島、県営団地）
- 城下団地（小諸市乙、県営団地）
- 城下団地（飯田市水の手町、県営団地）
- 常盤上一団地（大町市常盤、県営団地）
- 新みどりケ丘団地（小諸市甲、県営団地）
- 森林団地（下伊那郡松川町元大島、県営団地）
- 神明団地（伊那市高遠町小原、県営団地）
- 水神橋団地（伊那市伊那部、県営団地）
- 星ケ丘団地（諏訪郡下諏訪町社、県営団地）
- 清見台団地
- 青木花見団地（安曇野市穂高北穂高、県営団地）
- 青木島団地（長野市青木島町大塚、県営団地）
- 石井団地（上田市塩川松の木、県営団地）
- 川原第1団地（上田市上丸子字川原、県営団地）
- 泉ケ丘団地（飯田市正永町一丁目、県営団地）
- 泉水団地（辰野町伊那富泉水、県営団地）
- 泉団地（佐久市前山、県営団地）
- 浅間台団地（北佐久郡軽井沢町長倉、県営団地）
- 浅間団地（松本市浅間温泉、県営団地）
- 浅間塚団地（上伊那郡南箕輪村浅間塚、県営団地）
- 浅川団地（長野市浅川五丁目、県営団地）
- 双葉町第1団地（松本市双葉、県営団地）
- 双葉町第2団地（松本市双葉、県営団地）
- 相之島団地（須坂市、県営団地）
- 蒼久保団地（上田市蒼久保、県営団地）
- 村上団地（埴科郡坂城町、県営団地）
- 大萱団地（伊那市西箕輪、県営団地）
- 大原団地（上伊那郡宮田村、県営団地）
- 大町第2団地（大町市大町、県営団地）
- 大塚団地（佐久市根々井、県営団地）
- 大豆島東団地（長野市大豆島）
- 大門団地（塩尻市大門、県営団地）
- 池の前団地（小諸市御影新田、県営団地）
- 築地団地（上田市築地、県営団地）
- 中込団地（上伊那郡南箕輪村中込、県営団地）
- 中之条第2団地（上田市中之条、県営団地）
- 中尾団地（岡谷市川岸中、県営団地）
- 中野団地（上田市中野宮前、県営団地）
- 町横尾団地（埴科郡坂城町、県営団地）
- 長元坊団地（中野市大字竹原,県営団地）
- 長瀬上平団地（上田市長瀬上平、県営団地）
- 長野県営団地吉田広町団地・長野市営住宅吉田広町A団地・長野市営住宅吉田広町B団地（長野市吉田二丁目）
- 長野県営双葉町団地
- 長野市営宇木団地（長野市三輪九丁目）
- 長野真島団地（長野県、1984年）曽根幸一
- 長野団地
- 鳥居団地（長野市、県営団地）
- 鶴賀ビル団地（長野市東鶴賀町、県営団地）
- 東原団地（安曇野市三郷温、県営団地）
- 東向ケ丘団地（茅野市宮川東向ケ丘、県営団地）
- 東小諸団地（小諸市甲、県営団地）
- 東条団地（長野市、県営団地）
- 東町団地（中野市中央、県営団地）
- 湯舟団地（辰野町伊那富湯舟、県営団地）
- 湯谷第2団地（長野市上松五丁目、県営団地）
- 湯谷団地（長野市上松三丁目） 1968年（昭和43年）、長野県企業局造成）
- 踏入団地（上田市踏入一丁目、県営団地）
- 南松本団地（松本市芳野、県営団地・市営団地）
- 二ツ山団地（飯田市山本、県営団地）
- 二子団地（松本市笹賀、県営団地）
- 日向ケ丘団地（東御市海善寺日向、県営団地）
- 馬見塚団地（駒ヶ根市赤穂福岡、県営団地）
- 柏原団地（安曇野市穂高柏原、県営団地）
- 白山団地（佐久市三河田、県営団地）
- 白山団地（飯田市丸山町二丁目、県営団地）
- 白塚団地（長野市若穂保科、県営団地）
- 美濃和田団地（長野市豊野町石）
- 美弥ケ丘団地（茅野市宮川、県営団地）
- 富士見ケ丘団地（岡谷市長地出早、県営団地）
- 平和台団地（北佐久郡御代田町御代田、県営団地）
- 並柳団地（松本市並柳四丁目、県営団地）
- 別所団地（上田市別所温泉、県営団地）
- 穂高団地（安曇野市穂高柏原、県営団地）
- 豊丘団地（松本市寿北、県営団地）
- 豊丘団地（下伊那郡豊丘村神稲、県営団地）
- 北原団地（松本市波田北原、県営団地）
- 北町団地（飯山市大字飯山、県営団地）
- 明徳団地（須坂市）
- 木下第2団地（上伊那郡箕輪町中箕輪、県営団地）
- 柳原団地（長野市柳原、県営団地）
- 竜東団地（伊那市伊那部、県営団地）
- 両久保団地（茅野市宮川、県営団地）
- 緑が丘団地（上田市緑が丘一丁目、県営団地）
- 六角堂団地（須坂市、県営団地）
- 和合団地（北安曇郡池田町、県営団地）
- 和田団地（下高井郡山ノ内町大字平穏、県営団地）

## 岐阜県

### 岐阜県住宅供給公社
- サニーハイツ花の木（恵那市）
- ラシュールメゾン岐阜（岐阜市）
- ソピア・キャビン
- サニーハイツレンゲローズ
- サニーハイツ花もも
- 尾崎団地（岐阜県住宅供給公社 各務原市）
- 愛宕住宅（岐阜県住宅供給公社）
- 別府住宅（岐阜県住宅供給公社）
- メゾン東大垣（岐阜県住宅供給公社）
- サニーハイツ花みずき（岐阜県住宅供給公社）
- ソピアフラッツ（岐阜県住宅供給公社）

### 公営その他
- 可児市営広眺ヶ丘住宅、現代計画研究所、1991年
- 県営団地ハイタウン北方、妹島和世・高橋晶子他、建替え、1999年
- 県営団地北方住宅（本巣郡北方町大字北方字長谷川1857番地）
- 県営団地旭ケ丘住宅（多治見市旭ケ丘8丁目29番地の3）
- 県営団地加野住宅（岐阜市加野3丁目2番）
- 県営団地宮代住宅（不破郡垂井町宮代字天満田1070番地4）
- 県営団地近の島住宅（岐阜市大福町5丁目13番地の1）
- 県営団地荒崎住宅（大垣市島町1208番地の1及び236番地の1）
- 県営団地赤保木住宅（高山市赤保木町1188番地）
- 県営団地泉北住宅（土岐市泉ヶ丘3丁目1番地〜3番地）
- 県営団地田神住宅（岐阜市田神1300番地5）
- 県営団地藤江住宅（大垣市藤江町1丁目3番地の1）
- 県営団地白木町住宅（岐阜市白木町28番地の1）
- 県営団地尾崎住宅（各務原市尾崎西町1丁目〜3丁目）
- 県営団地夕陽ケ丘住宅（岐阜市夕陽ケ丘18番地1）
- 諏訪山団地
- 梅平団地
- 青柳コーポ（岐阜市営）
- 茜荘（岐阜市営）
- 岩田坂団地（岐阜市営）
- ハイツ宇佐（岐阜市営）
- 大洞団地（岐阜市営）
- 大洞緑団地（岐阜市営）
- 加野団地（岐阜市営）
- ハイツ上加納（岐阜市営）
- 上加納荘（岐阜市営）
- 北一色団地（岐阜市営）
- 黒野北団地（岐阜市営）
- 黒野南団地（岐阜市営）
- 黒野コーポ（岐阜市営）
- ハイツ桜木（岐阜市営）
- ハイツ島（岐阜市営）
- 松籟団地（岐阜市営）
- 早田団地（岐阜市営）
- 早田北団地（岐阜市営）
- 長森南団地（岐阜市営）
- 本郷ハイツ（岐阜市営）
- 三里北団地（岐阜市営）
- 三里南団地（岐阜市営）
- 三田洞団地（岐阜市営）
- 正木コーポ（岐阜市営）
- 折立団地（岐阜市営）
- 岩戸団地（岐阜市営）
- 梅林団地（岐阜市営）
- ハイツ早田（岐阜市営）
- ふれあいハウス白山（岐阜市営）
- ハイツ長森（岐阜市営）
- リバーサイド菅生（岐阜市営）
- 岐阜県富加町町営住宅団地
- 住宅団地「緑苑」（各務原市鵜沼地区）
- 住宅団地大平台 (千疋村 (岐阜県)
- 名鉄多治見緑台（明和団地, 岐阜県多治見市） 名古屋鉄道が開発した住宅団地。名鉄不動産が運営
- 桜ヶ丘ハイツ住宅団地（可児市）
- 可児市桜ヶ丘ハイツ

## 静岡県

### 公団（現UR）住宅
- 沼津原団地（沼津市、都市機構住宅）
- 丸子南団地（静岡市、都市機構住宅）
- 松富団地（静岡市、都市機構住宅）
- 下川原団地（静岡市、都市機構住宅）
- 磐田東新町団地（磐田市、都市機構住宅）
- 遠州浜団地（浜松市、都市機構住宅）
- 浜松駅南団地（浜松市、都市機構住宅）

### 静岡県住宅供給公社
- 花の郷にいぼり（袋井市）
- やよい団地
- 稲木マンション
- 笠間マンション
- フジミツマンション
- 茶畑団地県営住宅

### 雇用促進住宅
- 内野宿舎
- 高畑宿舎（浜松市浜北区高畑
- 引佐宿舎（浜松市北区引佐町井伊谷）
- 東河原宿舎（浜松市天竜区二俣町鹿島）
- 山王宿舎（浜松市天竜区山東字山王）
- 老間宿舎（浜松市南区老間町）
- 篠原宿舎（浜松市西区篠原町）
- 湖東宿舎（浜松市西区湖東町）
- 雇江西宿舎（浜松市中区神田町）
- 上島宿舎（浜松市中区上島）
- 一里山宿舎（浜松市中区花川町）
- 雇浜松宿舎（浜松市南区楊子町）
- 南沼上宿舎（静岡市葵区南沼上）
- 新間宿舎（静岡市葵区新間）
- 今沢宿舎（沼津市今沢字水上）
- 原宿舎（沼津市原）
- 大須賀宿舎（掛川市西大渕）
- 井崎宿舎（掛川市高瀬）
- 大須賀第二宿舎（掛川市西大渕）
- 大東中宿舎（掛川市中）
- 掛川市城北 下西郷雇用促進住宅
- 玖須美宿舎（伊東市玖須美元和田）
- 道下宿舎（島田市元島田東町）
- 船木宿舎（島田市井口）
- 大柳宿舎（島田市大柳）
- 石坂宿舎（富士市石坂広見町）
- 今泉宿舎（富士市今泉）
- 天間宿舎（富士市天間）
- 富士見台宿舎（富士市富士見台）
- 上丁宿舎（磐田市小島字上丁）
- 上野部宿舎（磐田市上野部）
- 天白宿舎（磐田市小島字天白）
- 竜洋宿舎（磐田市豊岡）
- 福田宿舎（磐田市福田中島）
- 惣右エ門宿舎（焼津市惣右衛門）
- 御殿場宿舎（御殿場市中畑）
- 国本宿舎（袋井市国本）
- 裾野宿舎（裾野市葛山）
- 湖西宿舎（湖西市鷲津）
- 湖西第二宿舎（湖西市吉美）
- 鷲津宿舎（湖西市鷲津）
- 菊川宿舎（菊川市本所）
- 小笠宿舎（菊川市下平川）
- 菊川第二宿舎（菊川市仲島）
- 横地宿舎（菊川市東横地）
- 城山下宿舎（菊川市川上）
- 大仁宿舎（伊豆の国市御門字川平）
- 徳倉宿舎（駿東郡清水町徳倉）
- 長泉宿舎（駿東郡長泉町下長窪）
- 大井川宿舎（焼津市上泉）
- 森宿舎（周智郡森町森）

### 公営団地
- 県営藤岡団地（藤枝市）、大瀧建築事務所、地域住宅、1995年
- 県営興津団地（静岡市清水区興津） 1979年 駿河製紙跡地に
- 県営住宅壱町田やまがみ団地（三島市） 神谷宏治
- 上本所団地（菊川市）
- きのこ団地（磐田市）
- 志都呂団地（志都呂町）
- 東区半田山つつじが丘団地; 半田団地; 旭ヶ丘団地
- 羽衣団地（静岡市営、葵区駒形通四丁目）
- 駒形団地（静岡市営、葵区駒形通四丁目）
- 新通団地（静岡市営、葵区新通一丁目）
- 三番町団地（静岡市営、葵区三番町）
- 四番町団地（静岡市営、葵区四番町）
- 住吉町団地（静岡市営、葵区住吉町二丁目）
- 若松町団地（静岡市営、葵区若松町）
- 北番町団地（静岡市営、葵区北番町）
- 桜町高層団地（静岡市営、葵区桜町二丁目）
- 辰起町改良団地（静岡市営、葵区辰起町）
- 牧ヶ谷団地（静岡市営、葵区牧ヶ谷）
- 牧ヶ谷改良団地（静岡市営、葵区牧ヶ谷）
- 上土団地（1〜9棟, 静岡市営、葵区東千代田二丁目）
- 上土団地（10〜18棟, 静岡市営、葵区東千代田一丁目他）
- 瀬名団地（静岡市営、葵区瀬名六丁目）
- 瀬名南団地（1〜4棟, 静岡市営、葵区瀬名一丁目）
- 瀬名南団地（5〜6棟, 静岡市営、葵区）
- 安倍口団地（静岡市営、葵区安倍口団地）
- 東新田西団地（静岡市営、駿河区東新田五丁目）
- 東新田高層団地（静岡市営、駿河区東新田四丁目）
- 用宗団地（静岡市営、駿河区用宗四丁目）
- 桃園団地（静岡市営、駿河区桃園町）
- 小鹿高層団地（静岡市営、駿河区小鹿二丁目）
- 有東高層団地（静岡市営、駿河区有明町）
- 有東団地（静岡市営、駿河区有明町）
- 有東改良団地（静岡市営、駿河区有明町）
- 中島団地（静岡市営、駿河区中島）
- 富士見団地（静岡市営、駿河区登呂三丁目 A-E棟）
- 曲金団地（静岡市営、駿河区曲金二丁目）
- 清水日立団地（静岡市営、清水区日立町）
- 清水折戸団地（静岡市営、清水区折戸三丁目）
- 清水折戸北団地（静岡市営、清水区折戸二丁目）
- 清水折戸西団地（静岡市営、清水区折戸二丁目）
- 清水羽衣団地（静岡市営、清水区三保）
- 清水高橋団地（静岡市営、清水区高橋一丁目）
- 清水下野南団地（静岡市営、清水区下野東）
- 清水下野東団地（静岡市営、清水区下野東）
- 清水蜂ヶ谷団地（静岡市営、清水区蜂ヶ谷）
- 清水押切団地（静岡市営、清水区押切）
- 清水押切東団地（静岡市営、清水区押切）
- 清水旭ヶ丘団地（静岡市営、清水区押切）
- 清水高部団地（静岡市営、清水区石川新町）
- 清水能島団地（静岡市営、清水区能島）
- 清水能島西団地（静岡市営、清水区能島）
- 清水吉川団地（静岡市営、清水区吉川）
- 清水横砂団地（静岡市営、清水区横砂南町）
- 清水興津中町団地（静岡市営、清水区興津中町）
- 清水興津東町西団地（静岡市営、清水区興津東町）
- 清水三光町団地（静岡市営、清水区三光町）
- 清水船越団地（静岡市営、清水区木の下町）
- 清水北矢部団地（静岡市営、清水区北矢部町）
- 清水緑が丘団地（静岡市営、清水区緑が丘町）
- 清水西久保団地（静岡市営、清水区西久保）
- 清水追分団地（静岡市営、清水区追分四丁目）
- 日の出荘団地（静岡市営、清水区蒲原）
- 新栄荘A団地（静岡市営、清水区蒲原）
- 新栄荘B団地（静岡市営、清水区）
- みはま荘団地（静岡市営、清水区蒲原四丁目）
- 中浜荘A団地（静岡市営、清水区蒲原中）
- 中浜荘B団地（静岡市営、清水区）
- 大沢荘A団地（静岡市営、清水区蒲原神沢）
- 大沢荘B団地（静岡市営、清水区）
- 由比南団地（静岡市営、清水区由比）
- 町屋原団地（静岡市営、清水区由比町屋原）
- 室野団地（静岡市営、清水区由比東山寺）
- 阿僧団地（静岡市営、清水区由比阿僧）
- 町屋原南団地（静岡市営、清水区由比町屋原）

## 愛知県

### 公団（現UR）住宅
- 中央台団地（春日井市高蔵寺ニュータウン内）
- 藤山台団地（春日井市高蔵寺ニュータウン内）
- 高森台団地（春日井市高蔵寺ニュータウン内、1973年）
- 神宮東パークハイツ（名古屋市熱田区六野）
- 桃花台ニュータウン（小牧市）
- 保見団地（豊田市保見ヶ丘）
- 鳴子団地（名古屋市緑区鳴子町、旧日本住宅公団）
- 高辻団地（名古屋市昭和区滝子通、旧日本住宅公団）
- 志賀団地（名古屋市北区鳩岡町/大野町、旧日本住宅公団）
- 鳴海団地（名古屋市緑区鳴海町、旧日本住宅公団）
- 相生山団地（名古屋市天白区久方）
- 江南団地（江南市、旧日本住宅公団）
- 滝呂住宅地
- グリーン・スパーク稲沢21
- 乙部ヶ丘（豊田市）
- アーバニア志賀公園（名古屋市北区）
- アーバンラフレ星ケ丘（名古屋市）
- アーバンラフレ鳩岡（名古屋市北区）
- 白鳥パークハイツ
- 愛知八事本町団地（旧日本住宅公団、大建設計、1979年）
- 日進香久山花の街・杜の街（旧住宅・都市整備公団、1995年）
- 知立団地（知立市）
- 都市再生機構木場団地（名古屋市港区木場町）
- 稲沢団地（稲沢市小池正明寺町）
- 御園団地（名古屋市中区栄）
- 御器所団地（名古屋市昭和区紅梅町）
- 御成通団地（名古屋市北区御成通）
- 高岳町団地（名古屋市東区泉）
- 七本松団地（名古屋市中区千代田）
- 住吉団地（名古屋市中区栄）
- 小幡団地（名古屋市守山区小幡太田）
- 神松団地（名古屋市南区神松町）
- 星ヶ丘団地（名古屋市千種区星ヶ丘）
- 清水口団地（名古屋市東区白壁）
- 滝子団地（名古屋市昭和区滝子通）
- 池下団地（名古屋市千種区池下）
- 鶴重町団地（名古屋市中区錦）
- 東雲町団地（名古屋市中区金山）
- 東新町団地（名古屋市東区東新町）
- 東袋町団地（名古屋市中区錦）
- 内山町団地（名古屋市千種区内山）
- 虹ヶ丘（西）団地（名古屋市名東区にじが丘）
- 虹ヶ丘（中）団地（名古屋市名東区代万町）
- 虹ヶ丘（東）団地（名古屋市名東区神丘町）
- 虹ヶ丘（南）団地（名古屋市名東区植園町）
- 鳩岡団地（名古屋市北区鳩岡町）
- 富士見台団地（名古屋市千種区富士見台）
- 豊代団地（名古屋市南区豊田）
- 本重町団地（名古屋市中区錦）
- 名和団地（東海市名和町）
- 豊明団地（豊明市二村台）
- パルネス前後（豊明市前後町善江）
- 豊明栄団地（豊明市栄町上姥子）

### 愛知県住宅供給公社
- 葭池住宅（愛知県高浜市）
- サンコートごきそ（名古屋市昭和区内）
- サンコート黒川
- サンコート三高（高浜市春日町内）
- シーサイド吉良（西尾市吉良町吉田東中浜地内）
- サンヒル赤坂（豊川市赤坂町東山地内）
- シーサイド田原光崎（田原市光崎地内）
- 大府住宅（大府市）
- 赤石賃貸住宅（田原市）
- 知立住宅（知立市）
- 一宮住宅（一宮市）
- 菱野団地
- 知多住宅管理事務所（半田市）
- サニーコート神領（春日井市）
- サニーコート庄名（春日井市）
- 竹田住宅（名古屋市）
- 水主町住宅
- サニーコート小田井
- サンコート呼続
- サンコート砂田橋
- ゆたか台住宅（豊明市三崎町ゆたか台）

### 名古屋市住宅供給公社
- シティ・ライフ自由ヶ丘A棟（名古屋市千種区）
- シティ・ライフ自由ヶ丘B棟（名古屋市千種区）
- シティ・ライフグランヴィーネ星ヶ丘（名古屋市千種区）
- シティ・ライフ吹上（名古屋市千種区）
- シティ・ライフ京命（名古屋市千種区）
- 豊前住宅（名古屋市東区）
- 七小住宅（名古屋市東区）
- シティコーポ代官（名古屋市東区）
- シティ・ライフ徳川園（名古屋市東区）
- 黒川住宅（名古屋市北区）
- 深田住宅（名古屋市北区）
- シティ・ライフ大曽根（名古屋市北区）
- 上小田井住宅（名古屋市西区）
- シティ・ファミリー浄心（名古屋市西区）
- シティ・ライフ城西（名古屋市西区）
- シティ・ライフ大金（名古屋市西区）
- シティコーポ門前（名古屋市中区）
- 西川端住宅（名古屋市中区）
- 松ヶ枝住宅（名古屋市中区）
- シティ・ファミリー白川（名古屋市中区）
- シティ・ライフ東別院（名古屋市中区）
- 天池閣（名古屋市昭和区）
- 菊園住宅（名古屋市昭和区）
- シティ・ファミリー八事（名古屋市昭和区）
- シティ・ライフ神村（名古屋市昭和区）
- シティ・ライフ藤成通（名古屋市昭和区）
- シティ・ライフ荒田（名古屋市昭和区）
- シティ・ライフ山下通（名古屋市瑞穂区）
- シティ・ライフ弥富ケ丘（名古屋市瑞穂区）
- シティ・ライフ春田（名古屋市中川区）
- シティ・ライフ荒江（名古屋市中川区）
- シティ・ライフ中島（名古屋市中川区）
- シティ・ライフ東起（名古屋市中川区）
- シティ・ファミリー港楽（名古屋市港区）
- シティ・ライフ鶴田（名古屋市南区）
- シティハイツ志段味（名古屋市守山区）
- エコビレッジ志段味（名古屋市守山区）
- 緑ケ丘センター（名古屋市守山区）
- コーポニュー本地（名古屋市守山区）
- シティ・ファミリー志段味（名古屋市守山区）
- シティ・ライフ城下（名古屋市守山区）
- ももやま荘（名古屋市緑区）
- 桶狭間住宅（名古屋市緑区）
- コーポニューとりすみ（名古屋市緑区）
- シティ・ライフ鳴子（名古屋市緑区）
- コーポニュー引山（名古屋市名東区）
- シティ・ライフ牧の里（名古屋市名東区）
- シティ・ライフ猪高台（名古屋市名東区）
- 高坂センター（名古屋市天白区）
- 御前場住宅（名古屋市天白区）
- 天白賃貸住宅（名古屋市天白区）
- シティ・ライフ平針（名古屋市天白区）
- シティ・ライフ高島（名古屋市天白区）
- シティ・ライフ焼山（名古屋市天白区）
- シティ・ライフ島田（名古屋市天白区）
- シティ・ライフ野並（名古屋市天白区）
- シティ・ライフ池場（名古屋市天白区）
- シティ・ライフ植田西（名古屋市天白区）
- シティ・ライフ福池（名古屋市天白区）

### 雇用促進住宅
- 木場宿舎（名古屋市港区木場町）
- 笠寺宿舎（名古屋市南区元塩町）
- 瀬戸宿舎
- 北山宿舎（瀬戸市北山町）
- 針原宿舎（瀬戸市針原町）
- 落合宿舎（瀬戸市落合町）
- 若林宿舎（豊田市高美町）
- 京ヶ峰宿舎（豊田市京ヶ峰）
- 永覚新町宿舎（豊田市永覚新町）
- 岩倉宿舎（曽野団地、大山寺駅最寄り）
- 大村宿舎（豊橋市大村町字五貫森）
- 津田宿舎（豊橋市横須賀町林）
- 大岩宿舎（豊橋市大岩町本郷）
- 下五井宿舎（豊橋市下五井町天王）
- 佐藤宿舎（豊橋市佐藤）
- 石巻宿舎（豊橋市石巻町）
- 美合宿舎（岡崎市美合町字五本松）
- 北今宿舎（一宮市北今苗代一の切）
- 千秋宿舎（一宮市千秋町浮野字定筆）
- 西萩原宿舎（一宮市西萩原字神明前）
- 亀崎宿舎（半田市亀崎高根町）
- 東野宿舎（春日井市東野町）
- 牛山宿舎（春日井市牛山町川脇）
- 中条宿舎（豊川市中条町鴻の巣）
- 小田渕宿舎（豊川市小田渕町野畔）
- 豊川宿舎（豊川市明野町）
- 愛宕宿舎（津島市愛宕町）
- 寺野宿舎（津島市寺野町字青塚前）
- 家下宿舎（碧南市平七町）
- 野田宿舎（刈谷市野田町一本木）
- 下管池宿舎（安城市横山町下管池）
- 桜井宿舎（安城市姫小川町舘出）
- 上条宿舎（安城市法蓮町）
- 西尾宿舎（西尾市下町宮東）
- 新在家宿舎（西尾市新在家町下屋下）
- 羽黒宿舎（犬山市大字羽黒字南金屋）
- 塔野地宿舎（犬山市大字塔野地字長見）
- 榎戸宿舎（常滑市港町）
- 五明宿舎（江南市五明町大膳）
- 大輪宿舎（小牧市小牧）
- 井上宿舎（小牧市新町）
- 山北宿舎（小牧市大字小牧）
- 増田宿舎（稲沢市増田西町）
- 本町宿舎（新城市裏野）
- 萩平宿舎（新城市川路字萩平）
- 富木島宿舎（東海市富木島町外面）
- 山中宿舎（東海市富木島町山中）
- 向山宿舎（東海市荒尾町向山）
- 共和宿舎（大府市共和町五ッ屋下）
- 長草宿舎（大府市長草町新池）
- 八代山宿舎（大府市東新町）
- 横根宿舎（大府市横根町平子）
- 大府宿舎（大府市大府町ウド）
- 師勝宿舎（北名古屋市鹿田清井古）
- 東郷宿舎（愛知郡東郷町大字春木字四ッ塚）
- 湯山宿舎（高浜市湯山町）
- 高取宿舎（高浜市湯山町）
- 大口宿舎（丹羽郡大口町奈良子）
- 扶桑宿舎（丹羽郡扶桑町大字柏森字平塚）
- 谷口宿舎（知多郡武豊町字北中根）
- 武豊宿舎（知多郡武豊町字緑台）
- 治明宿舎（西尾市一色町治明通縄）
- 幸田宿舎（額田郡幸田町六栗大後）
- 三好宿舎（みよし市打越町山伏）

### 公営団地その他
- 名古屋市営北希望荘、市浦都市開発建築コンサルタンツ、地域住宅、1992年
- 県営岩崎団地（岩崎山）
- 三河赤坂台団地（豊川市）
- 上野台団地（東海市）
- 瀬戸市 菱野団地
- 岩田団地
- 新日鐵団地
- 三河赤坂台団地
- かみや団地
- 御津町 (愛知県)広石団地
- 富士見台団地（御津町）
- 長者町団地
- 森の里団地
- 青塚団地
- 蛭間団地（津島市）
- 永宝団地
- すかえ団地
- 旭団地
- 藤が丘 (名古屋市)
- 滝団地
- 岩倉市岩倉団地
- 梅森坂西（名古屋市名東区にある団地）
- 宮津団地
- 豊明市豊明団地
- 東郷町押草団地
- 瀬戸市水野団地
- 阿久比町住宅団地
- 知多市朝倉団地
- 鶴ヶ浜団地
- 橘ヶ丘団地
- 天伯団地
- 市営南木場荘
- 県営木場南住宅
- 小牧市藤島団地
- 東亞合成荒尾社宅
- 明倫住宅（東海市営, 東海市富木島町）
- 名古屋高等裁判所崎宿舎（岡崎市）
- 猪子石荘（名古屋市営, 名東区, スターハウスその他）
- 竹田住宅（名古屋市, 県公社住宅）1952年
- 県営鳴海住宅（名古屋市緑区）
- 森の里荘（名古屋市営, 緑区）
- 小林荘（名古屋市営団地）
- 梅森荘（名古屋市営団地）
- 港陽荘（名古屋市営団地）
- 南相生荘（名古屋市営団地）
- 戸田荘（名古屋市営団地）
- 打越荘（名古屋市営団地）
- 本地荘（名古屋市営団地）
- 桶狭間荘（名古屋市営団地）
- 旗屋荘（名古屋市営団地）
- 高坂荘（名古屋市営団地）
- 真砂荘（名古屋市営団地）
- 緑ヶ丘荘（名古屋市営団地）
- 高蔵荘（名古屋市営団地）

## 三重県

### 三重県住宅供給公社
- エスペラント末広
- 県営住宅城田団地
- 県営住宅五十鈴川団地
- くすのき園
- 四日市桜台
- 県営住宅笹川団地
- 新町団地
- 豊野団地
- 県営住宅桜島
- 高岡山杜の郷
- 一身田団地
- 県営住宅河原田
- 白塚団地
- 県営住宅神戸団地
- 片田団地
- 高見ハイツ

### その他
- 雇用促進住宅津宿舎（津市大字神戸字中垣内）
- 雇用促進住宅北口宿舎（津市久居北口町字野中）
- 雇用促進住宅上野服部第二宿舎（伊賀市服部町）
- 雇用促進住宅松ノ木宿舎（熊野市）
- 雇用促進住宅船江宿舎（伊勢市船江）
- 雇用促進住宅伊勢南部宿舎（伊勢市佐八町）
- 雇用促進住宅井村宿舎（松阪市井村町東浦）
- 雇用促進住宅西条宿舎（鈴鹿市西条）
- 雇用促進住宅名張宿舎（名張市東田原）
- 雇用促進住宅名張北宿舎（名張市東田原字大間）
- 雇用促進住宅磯部宿舎（志摩市磯部町迫間）
- 伊坂台（四日市市）
- あかつき台（四日市市）
- 坂部が丘（四日市市）
- 三重団地（四日市市）
- 三滝台（四日市市）
- 桜花台（四日市市）
- 高花平（四日市市）
- 采女が丘（四日市市）